# Преюдиція
Преюдиція — це встановлене процесуальним законом правило (нетиповий нормативний припис) звільнення від доказування обставин, встановлених в мотивувальній частині рішення суду у цивільній, господарській, адміністративній справі, при розгляді інших справ, у яких беруть участь ті самі особи або особа, щодо якої встановлено ці обставини або постановою суду у справі про адміністративне правопорушення, вироком, іншим кримінально-процесуальним актом, коли в силу закону завершення провадження по кримінальній справі не може бути закінчене постановленням вироку про цивільно-правові наслідки дій особи, стосовно якої їх ухвалено, з питань, чи мали місце ці дії та чи вчинені вони цією особою. 
Преюдиція є похідною категорією від фактичної презумпції істинності судового рішення.
Преюдицію слід відокремлювати від передсудності, під якою розуміють можливість розгляду цивільної справи і задоволення позовних вимог лише за наявності рішення суду по іншій справі, зокрема яка підлягає розгляду в порядку іншого судочинства. Передсудність є наслідком намагання уникнути протиріч у діяльності судів різних юрисдикцій, а також небажання надати суду можливості вирішувати питання, які виходять за межі його предметної компетенції. У ряді судових справ не може бути ухвалено рішення без наявності рішення суду, ухваленого за правилами іншої юрисдикції. 
Так, у цивільному судочинстві позовні вимоги про відшкодування шкоди, заподіяної протиправними рішеннями, діями чи бездіяльністю суб’єкта владних повноважень або іншим порушенням прав, свобод та інтересів суб’єктом публічно-правових відносин, можуть бути задоволені лише у випадку наявності рішення (постанови) адміністративного суду, яким підтверджено протиправність рішення, дій чи бездіяльності суб’єкта владних повноважень.
Преюдиційність (лат. praejudicialis - те, що стосується попереднього судового рішення) — прийняття без доказування та перевірки фактів, які були встановленні процедурно іншим судом в іншій справі. Обов’язок суду, який розглядає справу, визнати такими, що не потребують доказування, обставини, встановлені рішенням суду, яке набрало законної сили.
Преюдиційність дає привілей стороні у справі повторно не доказувати такі факти для обґрунтування своїх позовних вимог, а іншій стороні не дає права спростовувати ці факти іншими засобами доказування.
Якщо суд дійде висновку, що обставини спору протилежні чи колізійні визначеним під час слухання іншої адміністративної, цивільної чи господарської справи, то справу слід вирішити відповідно до тих обставин, які безпосередньо встановлені судом, котрий її розглядає. Сторона у справі може заперечувати преюдиційні факти належними та допустимим доказами й суд повинен ці заперечення розглядати й оцінювати.